# SNCASE SE.2010 Armagnac

Sud-Est S.E.2010 Armagnac

De SNCASE SE.2010 Armagnac was een Frans langeafstandsverkeersvliegtuig van de vliegtuigfabrikant SNCASE (Société Nationale de Constructions Aéronautiques du Sud-Est of kortweg Sud-Est), dat in 1949 voor het eerst vloog. Met een spanwijdte van bijna 50 meter en een startgewicht van 77,5 ton was het toen een van de zwaarste verkeersvliegtuigen. Het bood plaats aan maximaal 160 passagiers. Het was echter geen economisch rendabel toestel en er zijn slechts weinig van gebouwd.

## Geschiedenis
De SE.2010 was bedoeld als opvolger van de Sud-Est SE.161 Languedoc, die dateerte van voor de Tweede Wereldoorlog. De SE.2010 werd op vraag van Air France ontworpen voor trans-Atlantische vluchten. De ontwikkeling van het nieuwe type begon in het begin van de jaren 1940 maar de oorlog zorgde voor vertraging. De eerste vlucht van het prototype vond plaats op 2 april 1949.
Het toestel had vier Pratt & Whitney R-4360 Wasp Major stermotoren, net zoals de Boeing Stratocruiser. Dit waren de krachtigste zuigermotoren op de markt, maar ze waren toch nog te zwak voor het zware toestel. De romp van de Armagnac was ongewoon breed, met een diameter van 4,70 meter. Daartoe had men pas laat in de ontwikkeling besloten om ligplaatsen te kunnen installeren. Met ligplaatsen konden op langeafstandsvluchten 60 tot 64 passagiers vervoerd worden. Maximaal bood het toestel plaats aan 160 passagiers. Het vliegbereik van het toestel verminderde door de bredere romp echter van 6.500 tot 5.000 kilometer, zodat trans-Atlantische vluchten nog slechts beperkt mogelijk waren.
Air France plaatste aanvankelijk een bestelling voor 15 stuks, maar trok die in 1952 weer in, omdat vanwege het verminderde vliegbereik het toestel niet meer interessant was voor trans-Atlantische vluchten. Voor kortere vliegroutes was het dan weer te groot. De serieproductie was inmiddels reeds begonnen. Acht exemplaren werden voltooid en aan andere luchtvaartmaatschappijen aangeboden. Transports Aériens Intercontinentaux (TAI) nam vier daarvan in dienst voor vluchten naar Afrika en hadj-charters naar Mekka, maar hield ze in juni 1953 na acht maanden alweer aan de grond wegens niet rendabel.
Het prototype van de Armagnac verongelukte op 30 juni 1950 na het opstijgen van het vliegveld van Toulouse. Een stuk van de vleugel kwam los. Een poging om terug te keren mislukte; het toestel vloog in brand en stortte neer. Twee bemanningsleden kwamen daarbij om het leven.
Een Armagnac is gebruikt als vliegende testbank voor Snecma-vliegtuigmotoren.
De speciaal daarvoor opgerichte maatschappij SAGETA (Société Auxiliaire de Gérance et d'Exploitation de Transport Aériens) verzorgde op kosten van de Franse overheid het transport van vracht, post en soldaten naar Frans Indo China met zeven Armagnacs. De transporten eindigden na de Frans-Vietnamese oorlog in 1954. De Armagnacs bleven nog in dienst bij SAGETA voor vluchten op aanvraag van het Franse leger of de Franse regering tot in oktober 1958. Alle toestellen zijn later tot schroot herleid.